# Frontera entre el Níger i el Txad
La frontera entre el Níger i el Txad és la línia fronterera en sentit nord-sud que separa l'oest del Txad de l'oest del Níger al nord de l'Àfrica central. Té 1.175 km de longitud. De nord a sud, aquesta frontera comença al trifini d'ambdós països amb Líbia, a l'extrem oest de la Franja d'Aouzou i a l'oest de la regió del Tibesti, i acaba al trifini entre ambdós estats amb Nigèria, vora de 100 km al nord-oest del llac Txad.